# Rafael Guerrero Maroto
Rafael Guerrero Maroto (Madrid, 1969) es un detective y escritor español de novela negra. Es también colaborador ocasional en programas de televisión con temática detectivesca y protagonista de la serie Detectives emitida en la serie Crimen e Investigación del Canal Historia.

## Biografía
Guerrero es Detective Privado y Criminólogo por la Universidad Complutense de Madrid, Director de Seguridad por la Universidad Rey Juan Carlos de Madrid y Experto Universitario en Servicios de Inteligencia por el Instituto Universitario General Gutiérrez Mellado de Madrid.
Ha participado como ponente en encuentros relacionados con la investigación privada a nivel nacional e Internacional como el Congreso DETCON 2015 (España), ICPD 2013 (Ucrania) y PI Summer School 2017-2018-2019 (Rumanía) entre otros.
Es profesor acreditado por la división de formación de la Dirección General de la Policía y ha impartido clases en la Universidad de Salamanca, Universidad Rey Juan Carlos de Madrid y Abat Oliba de Barcelona. Es miembro de las dos principales asociaciones de Detectives a nivel mundial: World Association of Detectives y Council of International Investigators.
Después de 25 años de trayectoria como investigador privado, experto en investigación internacional, criminólogo y experto en servicios de inteligencia, ha compaginado en los 10 últimos años también su faceta de escritor de novela negra.

## Serie «Detectives»
En 2016 se estrena la serie Detectives en el canal Crimen + Investigación propiedad del Canal Historia con seis capítulos, donde Rafael Guerrero es protagonista junto a Roser Ribas. En ella se mostraba la realidad de los detectives privados en España gracias con su experiencia en casos reales de investigación: espionaje industrial, desapariciones, secuestros, etc.

## Distinciones y premios
- Premio a la mejor Novela Negra de la Editorial Círculo Rojo por Ultimátum (2016).[9]
- Mención honorífica  la Dirección General de la Policía por su trayectoria profesional (2009)[10]
- Premio de Novela Negra Wilkie Collins(2012)[11]